# キース・ゴードン
キース・ゴードン（英: Keith Gordon, 1961年2月3日 - ）は、アメリカ合衆国の俳優であり、TVドラマや映画の監督。
また、コンテンツの制作から役者の指導まで手掛けるプロダクションを経営。実業家でもある。役者としては『殺しのドレス』で演じたナード風の青年が印象的。
80年代後半には本格的に俳優業から監督業へ転向し、90年代にはカート・ヴォネガットの『母なる夜』を映像化するなど精力的に活躍。
サンダンス・ディレクターズ・ラボで11年間講師をつとめ、近年は脚本や小説の執筆、映画やドラマのパイロット版を制作等から映画の資金調達まで手掛け、その豊富な業界経験をいかしてアメリカ映画協会、南カリフォルニア大学や、インディペンデント フィルムメーカー プロジェクト（IFP）などで若手アーティストの育成に当たっている
。

## 来歴

### 生い立ち
俳優兼、舞台監督であるマーク・ゴードンと女優のバーバラ・ゴードンの息子としてニューヨーク市で生まれ、ユダヤ人無神論の家庭でひとりっ子として育つ。
彼の両親はシカゴを拠点とするアメリカ最初の即興劇団、「コンパス・プレイヤーズ」で活動、アバンギャルドな即興演劇へ固執して商業的な成功を拒んだがために他の劇団員と対立し、両親ともが揃って退団した経緯をもつ。

こうした演技や芸能活動へ独特の信条をもつ両親の元で育ったことが、後述のように良くも悪くも彼の芸能人生へ影響する事となった。
1975年、MGMワールドワイド・テレビジョン制作のドラマ、『外科医ギャノン』にて13歳でデビュー、肝臓移植が必要な少年の役だった。しかし、これはかつて父のマーク・ゴードンと共演の経験があったルイーズ・ラサーの推薦によるものであり、本人はこの出演で役者の道へ進もうとは、とくに思わなかった。

役者への転機は数年後、学生時代におとずれる。学校でキースの演劇を見た仲間から、ニューヨークでトップクラスの作家、俳優や監督が集う「全米劇作家会議」へ誘われたことで刺激をうけ、『ジョーズ2』のオーディションを受ける流れとなった。
しかし、役者を長年の生業としてきた両親は複雑な気持ちを抱いており、息子が同じ芸能の道へ進む事をなかなか歓迎しなかったという。役者仕事の報酬により金銭的な余裕ができても演技を否定され続けたこともあり、家を出て自立するまでは、母親との関係が息苦しいものだった。

こうした両親による批判は演技論だけに留まらず、やがてキース・ゴードンが監督業や制作へ携るようになっても執拗に続き、そのうちこれが原因で実家とのやりとりは疎遠になった。

### 役者として
80年代のゴードンは容姿がひじょうに特徴的で、ティーン向けのコメディやスリラーで非常に目立つ、そういう意味では成功した俳優だった。

「君に見覚えがあるけど、あの映画に出ていたね」と挙げられるのは、たいていジョン・カーペンター監督の『クリスティーン』か、『バック・トゥ・スクール）』だった。しかし本人曰く、「ほとんどの人はあの映画の存在すら知らないし、ましてや私が出演していた事を知らない」と語る、ブライアン・デ・パルマの『殺しのドレス』こそ、キース・ゴードンにとって大切な作品だという。
初主演へ抜擢された映画というだけでなく、映画製作について本格的に学ぶことができた作品でもあった
。
私生活では女優のレイチェル・グリフィンと1998年に結婚。これを機にレイチェルも女優業からTV番組のプロデューサーまでを兼任、さらに放送作家の発掘などへと仕事の幅をひろげ、以降キース・ゴードンと二人三脚でショー・ビジネスを展開することとなった。キースは2017年のインタビューで「妻と28年間一緒に暮らしてきたことも誇りに思う」と語った。

### 監督業への転機
もともと幼少期より映画が好きで、スタンリー・キューブリック監督の『2001年宇宙の旅』に衝撃をうけて何度も鑑賞したといい、10歳のころには初期の家庭用ビデオカメラで自作の映画を撮って遊んだ。

また、舞台監督としての父親の存在はキース・ゴードンにとって大きく誇らしいものであり、子供のころブロードウェイで父親の舞台をみたときには感激で涙を流し、実際にアクターズ・スタジオ・インタビューにてモーガン・フリーマンが「マーク・ゴードンへ師事した」と語った経緯も含めて、現場で役者の指導へあたる父親の姿はキースが若手を育成する立場へ転身した後の人生へ影響する事となる。

同時に、マーク・ゴードンは職場でも「気難しく短気な男」として有名で、共産主義者だったゆえに、CMや商業的な大衆ウケする作品によって成功し報酬を得ることに対し恥じる傾向にあった。そのため役者としての承認欲求や名声への渇望に苦しみ続け、何かにつけ批判的であるくせ、理想家である為にしょっちゅう仕事をクビにされ、家庭へ思い通りにならない理不尽な怒りを向けることが頻繁だったという父親がみせる辻妻が合わない生き様を、キースいわく「父は自分を顧みなかった」と子供のながらに苦痛に感じることが多々あり、そんなところはやがて自身が制作へ携わった時には反面教師となった。

## 出演
- 『ジョーズ2』
- 『殺しのドレス』
- 『クリスティーン』
- 『ビリージーンの伝説』
- 『特捜刑事マイアミ・バイス』（テレビシリーズの1エピソード）

## 監督・制作

### 劇場映画
| 放映年 | 邦題 原題                                              | 役割                                                   | 備考                                            | ノミネート・受賞                                                  |
| ------ | ------------------------------------------------------ | ------------------------------------------------------ | ----------------------------------------------- | ----------------------------------------------------------------- |
| 1990   | 『チョコレート・ウォー』 The Chocolate War             | 監督・脚本                                             | ※ 日本未公開 （原作：『チョコレート・ウォー』） | 「インディペンデント・スピリット賞 最優秀長編映画賞 ※ノミネート」 |
| 1993   | 『真夜中の戦場/クリスマスを贈ります』 A Midnight Clear | 監督・脚本                                             | ※ 日本未公開 （原作：ウィリアム・ワートン）     | 「インディペンデント・スピリット賞 最優秀長編映画賞 ※ノミネート」 |
| 1996   | 『マザーナイト』 Mother Night                          | 監督・プロデューサー                                   | ※日本未公開（原作：『母なる夜』）               |                                                                   |
| 2000   | 『ウェイキング・デッド』 Waking the Dead               | 監督・プロデューサー ※製作総指揮：ジョディ・フォスター | ※日本未公開（原作：スコット・スペンサー）       |                                                                   |
| 2003   | 『歌う大捜査線』 The Singing Detective                 | 監督                                                   | ※日本未公開                                     | 「2003年、シッチェス・カタロニア国際映画祭 最優秀男優賞 ※受賞」   |

### 制作
| 放映年 | 邦題 原題                 | 役割                       | 備考                                | ノミネート・受賞                              |
| ------ | ------------------------- | -------------------------- | ----------------------------------- | --------------------------------------------- |
| 1985   | 『天国からの中継』 Static | 主演・脚本・プロデューサー | ※ 日本未公開 監督：マーク・ロマネク | 「サンダンス映画祭 最優秀作品賞 ※ノミネート」 |

### ドラマ
- 『HOMELAND 』
- 『FARGO/ファーゴ 』(2015)
- 『ストレイン 沈黙のエクリプス
- 『レギオン 』
- 『別世界からのメッセージ 』